# Vagon (mértékegység)
A vagon vagy súlyvagon egy hivatalosan már nem használható tömegmértékegység. Általában 10 tonnát (100 mázsát) értünk egy vagon alatt. A mezőgazdaságban a mai napig használják.